# Logos II (schip, 1968)
De Logos II (voorheen Antonio Lazaro) was een zendingsschip van Operatie Mobilisatie. Het schip werd onder andere gebruikt om Christelijke literatuur (in lokale taal) naar de havens van het Westelijk halfrond te brengen.
Het schip werd in 1968 in Spanje gebouwd door Union Levante SA en kreeg de naam Antonio Lazaro. Het werd gebruikt door de Compañía Transmediterránea op de lijn Málaga - Melilla, en later op de lijn Palma de Mallorca - Valencia - Alicante.
Op 21 oktober 1988 werd het schip verkocht aan Educational Book Exhibits Ltd, grondig gerenoveerd, omgebouwd en omgedoopt tot Logos II.
Het doel was om kennis, hulp en hoop te brengen aan de mensen op aarde, ongeacht hun situatie, cultuur of achtergrond. De Logos II verbleef steeds een aantal weken in dezelfde haven. Dagelijks kreeg het schip honderden, en soms zelfs duizend bezoekers. Jaarlijks werden er gemiddeld meer dan een miljoen bezoekers verwelkomd op het schip. Het schip bevatte een boekwinkel, die meer dan 6000 titels aanbood.
Na 20 jaar inzet werd de Logos II op 29 september 2008 aan een Turkse sloper verkocht. De activiteiten werden door de Logos Hope overgenomen. Van 1977 tot 2009 gebruikte OM ook de Doulos met dezelfde missie.
In dienst van Operatie Mobilisatie bezocht de Logos II 350 verschillende havens in 81 landen. Meer dan tien miljoen bezoekers werden aan boord verwelkomd.

## Foto's

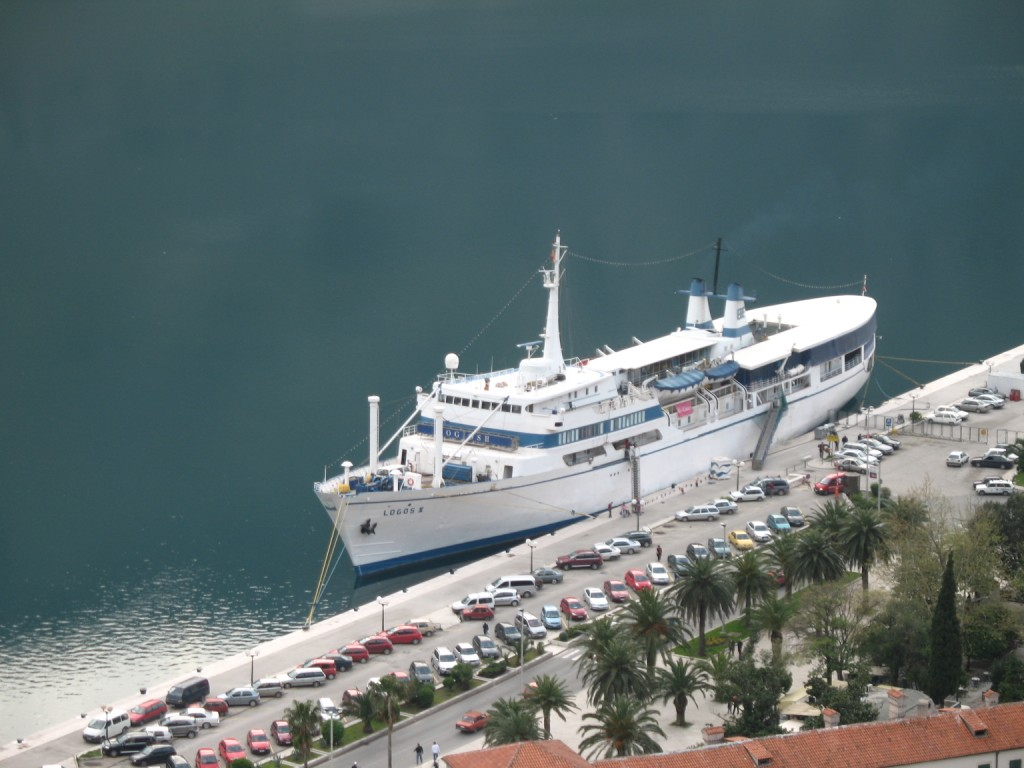
Logos II in Kotor (Montenegro)
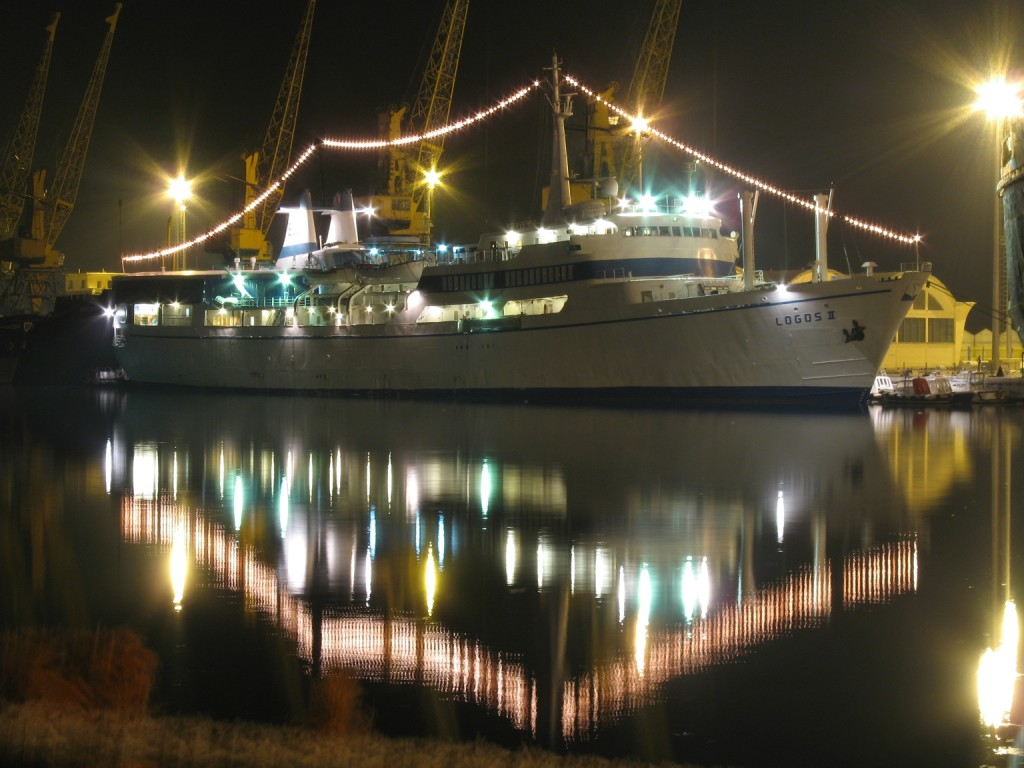
Logos II feestelijk verlicht
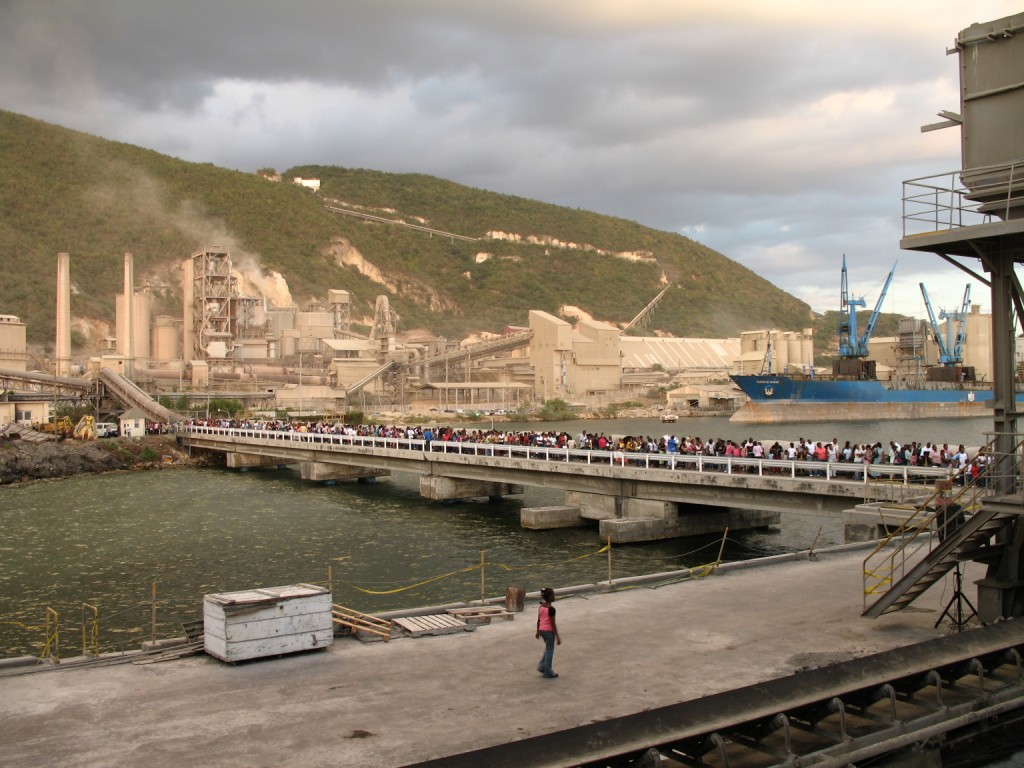
Wachtrij voor de boekwinkel in Kingston (Jamaica)